# UFC Fight Night: Felder vs. Hooker
UFC Fight Night: Felder vs. Hooker（ユーエフシー・ファイトナイト： フェルダー・バーサス・フッカー、別名UFC Fight Night 168、UFC on ESPN+ 26）は、アメリカ合衆国の総合格闘技団体「UFC」の大会の一つ。2020年2月23日、ニュージーランド・オークランドのスパーク・アリーナで開催された。

## 大会概要
本大会ではポール・フェルダーとダン・フッカーによるライト級戦が組まれた。

## 試合結果

### プレリミナリーカード
第1試合 女子フライ級 5分3R
○  プリシラ・カショエイラ vs.  シャナ・ドブソン ×
1R 0:40 KO（右アッパー）
第2試合 女子ストロー級 5分3R
○  アンジェラ・ヒル vs.  ロマ・ルックブーンミー ×
3R終了 判定3-0（30-27、29-28、29-28）
第3試合 フライ級 5分3R
○  カイ・カラ＝フランス vs.  タイソン・ナム ×
3R終了 判定3-0（30-27、30-27、30-27）
第4試合 ウェルター級 5分3R
○  ソン・ケナン vs.  キャラン・ポッター ×
1R 2:20 KO（右フック）
第5試合 ウェルター級 5分3R
○  ジェイク・マシューズ vs.  エミル・ミーク ×
3R終了 判定3-0（29-28、29-28、29-28）
第6試合 ライト級 5分3R
○  ジェイリン・ターナー vs.  ジョシュア・クリバオ ×
2R 3:01 TKO（パウンド）
第7試合 フェザー級 5分3R
○  ズバイラ・ツフゴフ vs.  ケビン・アギラー ×
1R 3:21 TKO（パウンド）

### メインカード
第8試合 ライト級 5分3R
○  ブラッド・リデル vs.  マゴメド・ムスタファエフ ×
3R終了 判定2-1（29–28、28–29、29–28）
第9試合 ヘビー級 5分3R
○  マルコス・ホジェリオ・デ・リマ vs.  ベン・ソソリ ×
1R 1:28 TKO（右フック→パウンド）
第10試合 女子ストロー級 5分3R
○  ヤン・シャオナン vs.  カロリーナ・コバケビッチ ×
3R終了 判定3-0（30-26、30-26、30-26）
第11試合 ライトヘビー級 5分3R
○  ジミー・クルート vs.  ミハル・オレクシェイチュク ×
1R 3:29（キムラロック）
第12試合 ライト級 5分5R
○  ダン・フッカー vs.  ポール・フェルダー ×
5R終了 判定2-1（47-48、48-47、48-47）

### 各賞
ファイト・オブ・ザ・ナイト：ダン・フッカー vs. ポール・フェルダー
パフォーマンス・オブ・ザ・ナイト：ジム・クルート、プリシラ・カショエイラ
各選手にはボーナスとして5万ドルが授与された。

### カード変更
負傷などによるカードの変更は以下の通り。